# Anthurium salgarense
Anthurium salgarense är en kallaväxtart som beskrevs av Thomas Bernard Croat. Anthurium salgarense ingår i släktet Anthurium och familjen kallaväxter. Inga underarter finns listade.